# Zespół XYY
Zespół XYY (zespół Jacobsa), niegdyś określany jako zespół nadmężczyzny (supersamca) – zespół wad wrodzonych spowodowany trisomią chromosomów płci z dodatkowym chromosomem Y.

## Objawy i przebieg
- wzrost o 7 cm wyższy niż oczekiwany,
- agresja nie występuje częściej niż w przeciętnej populacji[1][2][3][4],
- iloraz inteligencji obniżony o 10–15 punktów względem rodzeństwa[2][3][5] (różnice tego typu występują jednak naturalnie między rodzeństwem[6]),
- zwykle płodni, potomstwo normalne[7],
- trudności w nauce, opóźnione zdobywanie umiejętności mowy i językowych[2][3][4][5][8][9].

## Epidemiologia
Częstość występowania tego zespołu wynosi 0,1% populacji mężczyzn. Na zapadalność nie wpływa wiek matki czy ojca. 